# Чжаотун
Чжаоту́н (кит. упр. 昭通, пиньинь Zhāotōng) — городской округ в китайской провинции Юньнань.

## История
Ещё в III веке до н. э., когда царство Цинь завоевало царство Чу, в эти места была построена дорога, соединившая их с Центрально-Китайскими равнинами. Так как дорога имела ширину в 5 чи, то она получила название «дорога в 5 чи» (五尺道). Во времена империи Хань в 135 году до н. э. в этих местах был создан уезд Чжути (朱提县), который просуществовал до VI века.
После завоевания Дали монголами и вхождения этих мест в состав империи Юань в 1278 году здесь были созданы Умэнский регион (乌蒙路) и Манбуский регион (芒部路). После завоевания провинции Юньнань войсками империи Мин «регионы» были переименованы в «управы» — так в 1382 году появились Умэнская управа (乌蒙府) и Манбуская управа (芒部府), подчинённые властям провинции Сычуань. Впоследствии Манбуская управа была переименована в Чжэньсюнскую управу (镇雄府).
Во времена империи Цин Умэнская и Чжэньсюнская управы были в 1727 году переведены в подчинение властям провинции Юньнань; в 1728 году Чжэньсюнская управа была понижена в статусе, и стала Чжэньсюнской областью (镇雄州), подчинённой Умэнской управе. В 1731 году Умэнская управа была переименована в Чжаотунскую управу (昭通府), власти которой разместились в уезде Эньань (恩安县). В 1908 году Чжэньсюнская область была немного повышена в статусе, перейдя в прямое подчинение властям провинции и став тем самым Чжэньсюнской непосредственно управляемой областью (镇雄直隶州). После Синьхайской революции в Китае была проведена реформа структуры административного деления, в результате которой были упразднены управы, а области и комиссариаты преобразованы в уезды; таким образом, в 1913 году Чжаотунская управа была расформирована, а ранее подчинённые ей административные образования разных уровней стали уездами, уезд Эньань был переименован в Чжаотун (昭通县).
После вхождения провинции Юньнань в состав КНР в 1950 году был образован Специальный район Чжаотун (昭通专区), состоящий из 11 уездов. В октябре 1954 года из уезда Хуэйцзэ был выделен Дунчуаньский горнодобывающий район (东川矿区), подчинённый напрямую властям провинции Юньнань. В апреле 1958 года уезд Хуэйцзэ и Дунчуаньский горнодобывающий район были расформированы, а на их территории был создан отдельный городской округ Дунчуань (东川市).
В ноябре 1958 года уезд Лудянь был присоединён к уезду Чжаотун, а уезд Яньцзинь — к уезду Дагуань, и Специальный район Чжаотун стал состоять из 8 уездов. В апреле 1961 года уезды Лудянь и Яньцзинь были воссозданы. В 1970 году Специальный район Чжаотун был переименован в Округ Чжаотун (昭通地区).
Постановлением Госсовета КНР от 1 июля 1974 года территория площадью 87 км² была передана из уезда Ибинь провинции Сычуань в состав уезда Суйцзян провинции Юньнань для строительства на ней газохимического завода, однако она при этом не не перешла под юрисдикцию властей уезда, а была подчинена напрямую властям округа Чжаотун.
В январе 1981 года урбанизированная часть уезда Чжаотун была выделена в городской уезд Чжаотун (昭通市).
В августе 1981 года на смежных участках уездов Суйцзян и Яньцзинь, где был построен газохимический завод, был образован отдельный уезд Шуйфу (水富县).
В сентябре 1983 года был расформирован уезд Чжаотун, а его территория вошла в состав городского уезда Чжаотун.
Постановлением Госсовета КНР от 13 января 2001 года были расформированы округ Чжаотун и городской уезд Чжаотун, и образован городской округ Чжаотун; территория бывшего городского уезда Чжаотун стала районом Чжаоян в его составе.
Постановлением Госсовета КНР от 2 июля 2018 года уезд Шуйфу был преобразован в городской уезд.

## Административно-территориальное деление
Городской округ Чжаотун делится на 1 район, 1 городской уезд, 9 уездов:
| Карта                                                                            | Статус   | Название | Иероглифы      | Пиньинь | Население (2010) | Площадь (км²) |
| -------------------------------------------------------------------------------- | -------- | -------- | -------------- | ------- | ---------------- | ------------- |
| Чжаоян Лудянь Цяоцзя Яньцзинь Дагуань Юншань Суйцзян Чжэньсюн Илян Вэйсинь Шуйфу |          |          |                |         |                  |               |
| Район                                                                            | Чжаоян   | 昭阳区   | Zhāoyáng qū    |         |                  |               |
| Городской уезд                                                                   | Шуйфу    | 水富市   | Shuǐfù shì     |         |                  |               |
| Уезд                                                                             | Лудянь   | 鲁甸县   | Lǔdiàn xiàn    |         |                  |               |
| Уезд                                                                             | Цяоцзя   | 巧家县   | Qiǎojiā xiàn   |         |                  |               |
| Уезд                                                                             | Яньцзинь | 盐津县   | Yánjīn xiàn    |         |                  |               |
| Уезд                                                                             | Дагуань  | 大关县   | Dàguān xiàn    |         |                  |               |
| Уезд                                                                             | Юншань   | 永善县   | Yǒngshàn xiàn  |         |                  |               |
| Уезд                                                                             | Суйцзян  | 绥江县   | Suíjiāng xiàn  |         |                  |               |
| Уезд                                                                             | Чжэньсюн | 镇雄县   | Zhènxióng xiàn |         |                  |               |
| Уезд                                                                             | Илян     | 彝良县   | Yíliáng xiàn   |         |                  |               |
| Уезд                                                                             | Вэйсинь  | 威信县   | Wēixìn xiàn    |         |                  |               |

## Население
Национальные меньшинства (мяо, и, хуэй и другие) составляют около 10 % населения округа.

## Экономика
Чжаотун известен выращиванием яблок. В 2022 году общая площадь яблочных садов составила 56,667 тыс. га, а совокупный объем производства — 11 млрд юаней (1,6 млрд долл. США), в яблочном секторе было занято свыше 527 тыс. сельских жителей. 
Важное значение имеет гидроэнергетический каскад, в том числе ГЭС Силоду и ГЭС Сянцзяба.

## Транспорт
Активно развивается речное судоходство, в том числе вывоз на баржах фосфатной руды, песка и гравия.